# James Brown Is Dead
Singles de L.A. Style
I'm Raving
(1992)
James Brown Is Dead est une chanson du duo néerlandais de musique électronique L.A. Style, produite par Wessel van Diepen et Denzil Slemming. 

## Développement et sortie
La chanson sort en août 1991 comme premier single de leur premier album, L.A. Style (1993). La chanson connait un grand succès en Europe, atteignant la première place en Belgique, aux Pays-Bas et en Espagne. Elle atteint également le top 10 en Australie, en Allemagne, en Suède et en Suisse. Aux États-Unis, elle atteint la 59e place du Billboard Hot 100.
La chanson a inspiré de nombreuses réponses et est considérée comme un « classique techno », des artistes comme DJ Irene l'ayant mixé dans leurs sets et DJ Boozy Woozy l'ayant utilisé comme sample avec le morceau Family Affair de Mary J. Blige pour composer sa chanson Party Affair (2002). En 2001, Wessel van Diepen et Arista Records sortent James Brown Is Dead 2001, une nouvelle version de l'original de L.A. Style.

## Accueil
Andy Kastanas du Charlotte Observer considère le morceau comme « de la rave à haute énergie à son rythme effréné. Avançant comme une locomotive, il ne ralentit jamais jusqu'à ce qu'on s'épuise. La voix nous dit que James Brown Is Dead tandis que le rythme berce notre corps d'ici à l'éternité. » Robert Hilburn du Los Angeles Times commente dans sa revue de fin d'année 1992 : « un bon point de départ parce que la célébration consciente mais sans complaisance du minimalisme des pistes de danse de ce disque a contribué à donner au mouvement sa crédibilité et sa direction ».

## Liste des pistes
- CD single, Europe (1991)

1. James Brown Is Dead (Radio Edit) - 3:32
2. James Brown Is Dead - 5:38
3. James Brown Is Dead - 5:09

- CD single, États-Unis (1992)

1. James Brown Is Dead (7" Version of Original Mix (Without Rap)) - 3:06
2. James Brown Is Dead (7" Version of Original Mix (With Rap)) - 3:30
3. James Brown Is Dead (Rock Radio Mix) (vocaux – Chris Randall de Sister Machine Gun) - 3:20
4. James Brown Is Dead (Crossover Radio Mix) - 3:57
5. James Brown Is Dead (Original Mix (Without Rap)) - 5:38
6. James Brown Is Dead (Original Mix (With Rap)) - 6:04
7. James Brown Is Dead (Deadly Remix) - 5:26
8. James Brown Is Dead (Wide Awake Remix) - 5:21
9. James Brown Is Dead (Take Outs) - 0:55

## Classements
| Classement (1991–1992)                      | Meilleure position |
| ------------------------------------------- | ------------------ |
| Allemagne (Media Control AG)                | 6                  |
| Australie (ARIA)                            | 7                  |
| Autriche (Ö3 Austria Top 40)                | 24                 |
| Belgique (Flandre Ultratop 50 Singles)      | 1                  |
| Espagne (AFYVE)                             | 1                  |
| États-Unis (Billboard Hot 100)              | 59                 |
| États-Unis Hot Dance Club Songs (Billboard) | 4                  |
| Italie (Musica e dischi)                    | 21                 |
| Pays-Bas (Nederlandse Top 40)               | 1                  |
| Pays-Bas (Single Top 100)                   | 1                  |
| Royaume-Uni (Music Week)                    | 19                 |
| Suède (Sverigetopplistan)                   | 7                  |
| Suisse (Schweizer Hitparade)                | 2                  |